# Loxosoma significans
Loxosoma significans är en bägardjursart som beskrevs av Nielsen 1964. Loxosoma significans ingår i släktet Loxosoma och familjen Loxosomatidae. Arten är reproducerande i Sverige. Inga underarter finns listade i Catalogue of Life.